# 藤原真楯
藤原 真楯（ふじわら の またて）は、奈良時代の公卿。初名は八束（やつか）。藤原北家の祖・藤原房前の三男。官位は正三位・大納言、贈太政大臣。

## 経歴
天平12年（740年）正月に従五位下に叙爵すると、同年11月には聖武天皇の関東行幸に従駕して赤坂頓宮にて従五位上と続けて昇叙され、天平15年（743年）に正五位上、天平16年（744年）に従四位下と、聖武天皇に才能を認められその寵遇を得て急速な昇進を果たす。聖武朝においては、天皇の命により特別に上奏や勅旨を伝達する役目を担ったという。聖武天皇の寵幸を受けた理由としては、以下が想定される。
- 八束の持つ文学的才能と詩文を通じて築かれた交友関係が認められた。聖武天皇を中心に文化サロンのようなものが形成され、その中で八束は橘諸兄や大伴家持と交流し、情報を共有しあっていた。具体的には橘諸兄の邸宅で催された宴で聖武天皇や大伴家持らと唱和した和歌が残っている[2]。
- 上記サロンのメンバーは、皇太子・阿倍内親王の後継と目されていた安積親王派メンバーでもあり、将来の皇嗣として安積親王に期待する聖武天皇から頼もしく受け止められていた。

八束は非常に明敏であるとしてこの頃誉れが高く、そのために従兄弟の藤原仲麻呂からその才能を妬まれる事があったが、これに気づいた八束は病と称して家に閉じ籠もり、一時書籍を相手に日々を過ごしたという。ただし、これは兄の永手伝の混入の結果、あるいは『続日本紀』の編者が、真楯の遺族により逆臣となった仲麻呂との関係を払拭する内容で作成され式部省に提出された伝記『功臣家伝』を採用した事によるもので、両者には深刻な対立は無かったとする意見がある。天平20年（748年）参議に任ぜられ、1歳年上の兄・永手に先んじて公卿に列す。
聖武朝末の天平21年（749年）陸奥国小田郡からの産金を祝って叙位が行われた際、特に県犬養橘三千代を取り上げて、長きに亘ってよく朝廷に仕えていることを賞してその孫たちに昇叙を行うことになり、橘奈良麻呂（従四位下→従四位上）のほか、八束の兄弟である永手（従五位下→従四位下）や千尋（正六位上→従五位下）が昇進しているが、八束自身は叙位に与ることができなかった。これについては、大仏建立事業の推進を通じて聖武天皇の信頼を急速に深めていた藤原仲麻呂が、北家の勢力を抑えるために八束の政治的立場を封じ込めようとしたものとも想定され、前述の仲麻呂に才能を妬まれたことに気づいた八束は病と称して籠居したのはこの頃とする意見もある。
孝謙朝に入ると、兄・永手は天平勝宝2年（750年）従四位上、天平勝宝6年（754年）従三位、天平勝宝8歳（756年）聖武上皇の崩御後まもなく非参議から一躍権中納言、天平勝宝9歳（757年）中納言とめざましい昇進を遂げ、八束は官途で先を越される。しかしながら、天平宝字2年（758年）の唐風への官名改称に賛同、同じ頃には唐風名「真楯」の賜与を受ける等、藤原仲麻呂政権下で仲麻呂の施策に協力姿勢を見せたほか、その官歴を踏まえると仲麻呂政権の中枢にあったと見られ、天平宝字4年（760年）従三位、天平宝字6年（762年）中納言と順調に昇進を続けた。またこの間、天平宝字2年（758年）に来朝した第4回渤海使の楊承慶が翌年帰国する際に、八束は餞別の宴を開催し、楊承慶はこれに感動し賞賛している。
天平宝字8年（764年）の藤原仲麻呂の乱では孝謙上皇側につき、正三位・授刀大将に叙任、勲二等を叙勲される。称徳朝においては、天皇の寵幸を背景にした道鏡による政治主導体制や、その体制強化を目的とした道鏡の出身地である河内国を中心とする地方豪族の抜擢といった方針に対抗して、仲麻呂政権下では一定の距離があった永手・真楯兄弟は協力姿勢を取った。天平神護2年（766年）正月には右大臣に昇進した永手の後を受けて大納言に任ぜられるが、3月12日に薨去。享年52。最終官位は正三位大納言。大臣としての形式で葬儀が行われ、太政大臣の官職を贈られた。
同時代の有力者は藤原仲麻呂（恵美押勝）で、最も栄えていたのは南家であった。また、当時の北家の嫡流は大臣にまで昇っていた兄の永手であり、氏族間の均衡が望まれて親子・兄弟での要職の占有に批判がなお強かった奈良時代後期において大納言まで昇った事はその才覚による部分が大きいと言える。そして後年藤原氏で最も繁栄する藤原道長・頼通親子等を輩出したのは、彼を祖とする北家真楯流である。

## 人物
度量が広くて深く、宰相として天皇の政務を補佐する才能があった。公務にあたっては、公平で潔く、私情に流される事はなかった。
『万葉集』に短歌7首と旋頭歌1首の計8首が収録。同書の補注等から大伴家持と個人的親交があったと推測されている。また、天平5年（733年）には病気見舞いに河辺東人を派遣する等、山上憶良とも交流があった様子が窺われる。
旧広橋家所蔵で現在東京国立博物館が所蔵している国宝飾剣は真楯所用の物という伝承があった(学術的には平安時代作と推定されている)。

## 官歴
注記のないものは『続日本紀』による。
- 時期不詳：春宮大進。正六位上
- 天平12年（740年） 正月13日：従五位下。11月21日：従五位上
- 天平13年（741年） 12月23日：右衛士督
- 時期不詳：兼式部大輔
- 天平15年（743年） 5月5日：正五位上（越階）。日付不詳：見左少弁[12]
- 天平16年（744年） 11月21日：従四位下
- 時期不詳：大和守
- 天平19年（747年） 3月10日：治部卿
- 天平20年（748年） 3月22日：参議[13]。4月22日：装束司（元正上皇崩御）
- 天平21年（749年） 日付不詳：大和守[9]
- 天平勝宝4年（752年） 4月15日：摂津大夫。日付不詳：見右大弁[14]
- 天平勝宝6年（754年） 正月16日：従四位上
- 天平宝字元年（757年） 8月4日：正四位下
- 時期不詳：八束から真楯に改名
- 天平宝字2年（758年） 8月25日：見参議中務卿
- 天平宝字3年（759年） 6月16日：正四位上
- 天平宝字4年（760年） 正月4日：従三位、兼大宰帥
- 天平宝字6年（762年） 12月1日：中納言兼信部卿
- 天平宝字8年（764年） 9月12日：正三位。日付不詳：兼授刀大将
- 天平神護元年（765年） 正月7日：勲二等
- 天平神護2年（766年） 正月8日：大納言。日付不詳：兼式部卿。3月12日：薨去（大納言正三位）

## 系譜
- 父：藤原房前
- 母：牟漏女王 - 美努王の娘
- 同母兄弟:
  - 兄：藤原永手
  - 弟：藤原御楯
  - 妹?：北殿 - 聖武天皇夫人
- 妻：佐味奈氐麻呂の女（氐」は「氏」の下に「一」）
  - 男子：藤原永継（長継）
- 妻：阿倍帯麻呂の女
  - 三男：藤原内麻呂（756年-812年）
- 妻：佐美飛鳥丸の娘
  - 男子：藤原真永